# غوستافو دي بيترو
غوستافو دي بيترو (بالإسبانية: Gustavo de Simone) (23 أبريل 1948 بمونتفيدو في الأوروغواي - ) هو مدرب كرة قدم ولاعب كرة قدم أوروغواني في مركز الدفاع، شارك في كأس العالم 1974. وشارك مع منتخب الأوروغواي لكرة القدم. أما مع النوادي، فقد لعب مع تشاكاريتا جيونيورز وديفينسور سبورتينغ.

## وصلات خارجية
- غوستافو دي بيترو على موقع الاتحاد الدولي (مؤرشف)  (الإنجليزية)
- غوستافو دي بيترو على موقع قاعدة بيانات كرة القدم.إي يو (الإنجليزية)
- غوستافو دي بيترو على موقع ناشيونال فوتبول تيمز (الإنجليزية)
- غوستافو دي بيترو على موقع عالم كرة القدم.نت (الإنجليزية)